# Borstsmygar
Borstsmygar (Dasyornithidae) är en liten familj med oscina tättingar endemiska för Australien. Familjen består av tre arter som placeras i släktet Dasyornis.

## Systematik
Släktet Dasyornis har tidigare ibland placerats i familjen taggnäbbar (Acanthizidae), honungsfåglarna (Meliphagidae) eller som underfamiljen Dasyornithinae, tillsammans med taggnäbbarna (Acanthizinae) och pardaloter (Pardalotinae), i en utökad Pardalotidae. Gruppen fick familjestatus av Christidis & Boles (2008). Familjens närmaste släktingar är honungsfåglar, pardaloter, blåsmygar (Maluridae) och taggnäbbar.

## Utseende, fältkännetecken och läte
Borstsmygarna är långstjärtade, markbundna fåglar som varierar från 17 cm till 27 cm, där östlig borstsmyg är den minsta, och rödbrun borstsmyg är den största arten. De är övervägande grå med bruna inslag på ovansidan, som varierar från olivbrunt till kastanje och rostbrunt. De grå partierna på undersidan eller manteln är ljusspräcklig eller ljusvattrad. Trivialnamnet refererar till dess distinkta borstsprött vid näbbroten. De observeras främst genom sin läten och dess sång är ljudlig och kan höras på ganska stora avstånd.

## Utbredning och biotop
Borstsfåglarna är stannfåglar som har begränsade, och idag ofta minskande och isolerade häckningsområden, utmed sydvästra och sydöstra Australiens kuster. De häckar där i områden med Medelhavsklimat och lämpliga habitat med buskmark, hedmark eller i tät undervegetation i skogsbiotoper. Östliga borstsmyg förekommer lokalt i isolerade populationer utmed östra Australiens kust från sydöstra Queensland, genom New South Wales till östra Victoria. Rödbrun borstsmyg förekommer i västra Victoria och sydöstra South Australia, och tidigare även i sydvästra Western Australia. Västlig borstsmyg förekommer enbart i ett mindre område i sydvästra Western Australia.

## Ekologi
Borstsmygar lever ett undanskymt, dagaktivt liv och de trycker ofta i tät vegetation. De är markbundna och vanligtvis undviker de fara genom att springa på marken, men kan även flyga kortare sträckor. De uppträder oftast i par men deras sociala struktur är inte känd. Deras sång är förmodligen revirhävdande och framförs oftast av hanen från en stubbe eller i toppen på en buske.

### Föda
Den födosöker på marken, oftast i par, och den vickar samtidigt konstant på stjärten. Den lever främst av insekter och frön, men den äter även spindlar och maskar, och den har observerats dricka nektar.

### Häckning
Borstsmygarnas häckningsekologi är dåligt känd. De tros till största vara monogama och revirhävdande gentemot artfränder. Det äggformade boet, som har en sidoingång, byggs av honan och placeras lågt i tät vegetation. Den lägger två ägg. De ruvas i 16-21 dagar, förmodligen bara av honan, och ungarna är flygga efter 18–21 dagar.

## Status och hot
Borstsmygarna är sårbara för habitatförstöring och deras häckningsområden krymper på grund av exploatering av kustområden och bränder orsakad av oaktsamhet. Utöver de östliga underarterna av rödbrun borstsmyg, som fortfarande är ganska vanlig inom sitt begränsade utbredningsområde, så har övriga populationer minskat och blivit mer fragmentariserade. Den västliga underarten av rödbrun borstsmyg befaras vara utdöd.

## Taxa inom familjen
Lista med taxa som accepteras av eBird/Clements 2022:
- Västlig borstsmyg (Dasyornis longirostris) – förekommer på hedmark i sydvästra Western Australia, öster om Albany.
- Östlig borstsmyg (Dasyornis brachypterus)
  - Dasyornis brachypterus monoides – förekommer i östra Australien, i sydöstra Queensland och nordöstra New South Wales
  - Dasyornis brachypterus brachypterus – förekommer i sydöstra Australia, i sydöstra New South Wales och nordöstra Victoria
- Rödbrun borstsmyg (Dasyornis broadbenti)
  - Dasyornis broadbenti caryochrous – förekommer på halvön Otway i södra Victoria
  - Dasyornis broadbenti broadbenti – förekommer i sydöstra South Australia och i närliggande områden i sydvästra Victoria
  - Dasyornis broadbenti littoralis – förekom i allra sydöstligaste Western Australia men är numera utdöd